# ایگل کرست ریزورت
ایگل کرست ریزورت (به انگلیسی: Eagle Crest Resort) یک منطقهٔ مسکونی در ایالات متحده آمریکا است که در شهرستان دیشوتس، اورگن واقع شده‌است. ایگل کرست ریزورت ۳۹٫۴ کیلومتر مربع مساحت و ۱٬۶۹۶ نفر جمعیت دارد و ۹۲۹٫۶۵ متر بالاتر از سطح دریا واقع شده‌است.